# Ryżawka (obwód czerkaski)
Ryżawka (ukr. Рижавка) – wieś na Ukrainie, w obwodzie czerkaskim, w rejonie humańskim. W 2001 roku liczyła 1025 mieszkańców.

## Historia
Do 1918 roku wieś leżała w granicach gminy Posuchówka, w powiecie humańskim guberni kijowskiej.
W 1827 roku we wsi zbudowana została pierwsza w powiecie cukrownia, a w latach 1851-1854 murowana cerkiew pokrowska, w miejsce dotychczasowej, drewnianej.
Pod koniec XIX wieku wieś liczyła 305 osad i 1758 mieszkańców oraz 4196 dziesięcin ziemi. We wsi była kaplica katolicka. 43 katolików, mieszkańców wsi, należało do parafii Humań, oddalonej o 25 wiorst. Od zachodu wieś otoczona była Lasem Żupennym, a od wschodu – Lasem Hajdamackim. Przez wieś przepływała rzeka Jatrań, prawy dopływ Siniuchy.
Właścicielami wsi byli kolejno: Franciszek Salezy Potocki, a następnie jego adwokat, Adam Moszczeński, Józef Moszczeński syn Adama, Serafin Kosowski (od 1846 roku) i August Iwański.
12 września 1914 roku w Ryżawce urodził się Janusz Żurakowski – polski dowódca wojskowy, podpułkownik pilot Wojska Polskiego II RP, pilot doświadczalny, którego ojciec był lekarzem w tamtejszej cukrowni.
Wieś bardzo ucierpiała w latach trzydziestych XX wieku w wyniku represji towarzyszących wprowadzaniu państwowej polityki rolnej. Zanotowano tam jeden z przypadków powszechnego wtedy na Ukrainie kanibalizmu.